# Rio Macajuba
Rio Macajuba är ett vattendrag i Brasilien.   Det ligger i delstaten Pará, i den nordöstra delen av landet, 1 700 km norr om huvudstaden Brasília.
I omgivningarna runt Rio Macajuba växer i huvudsak städsegrön lövskog. Runt Rio Macajuba är det glesbefolkat, med 19 invånare per kvadratkilometer.